# Tamyra Mensah
Tamyra Mariama Mensah-Stock (ur. 11 października 1992) – amerykańska zapaśniczka. Złota medalistka olimpijska z Tokio 2020 w kategorii 68 kg.
Mistrzyni świata w 2019 i 2022; trzecia w 2018 i 2021. Triumfatorka igrzysk panamerykańskich w 2019. Mistrzyni panamerykańska w 2019, 2020 i 2021. Akademicka wicemistrzyni świata w 2014. Druga w Pucharze Świata w 2019; czwarta w 2017 i 2018 roku.
Zawodniczka Wayland Baptist University w Plainview.

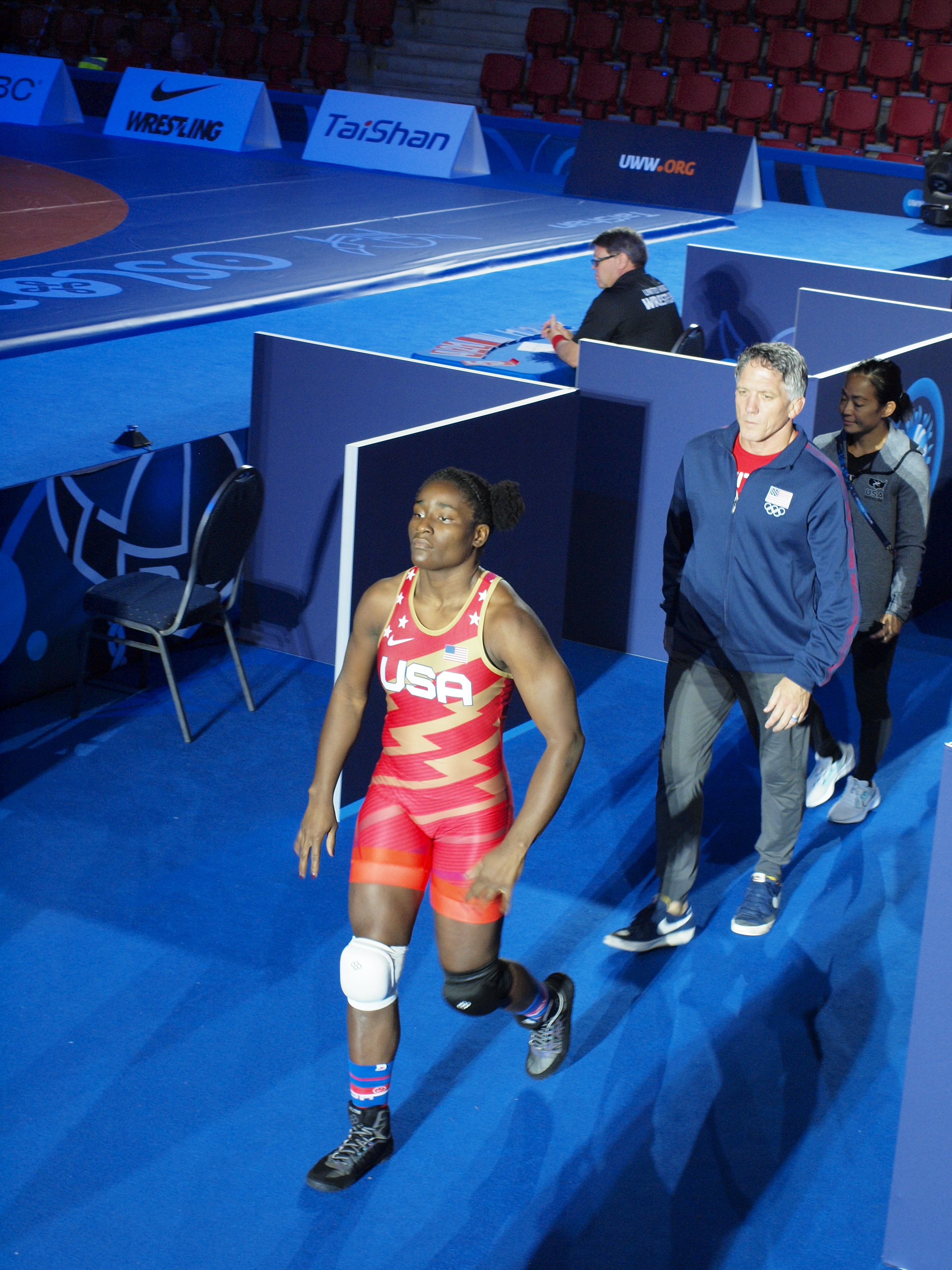
MŚ 2021